# Okres Veveyse
Okres Veveyse (francouzsky District de la Veveyse) je jedním z 7 okresů v kantonu Fribourg ve Švýcarsku. Administrativním centrem okresu je Châtel-Saint-Denis.

## Seznam obcí
| Znak               | Název obce         | Počet obyvatel (31. 12. 2023) | Rozloha (km²) | Hustota zalidnění (obyv./km²) |
| ------------------ | ------------------ | ----------------------------- | ------------- | ----------------------------- |
| Attalens           | Attalens           | 3678                          | 9,74          | 378                           |
| Bossonens          | Bossonens          | 1609                          | 4,12          | 391                           |
| Châtel-Saint-Denis | Châtel-Saint-Denis | 8512                          | 47,93         | 178                           |
| Granges            | Granges            | 970                           | 4,47          | 217                           |
| La Verrerie        | La Verrerie        | 1346                          | 13,43         | 100                           |
| Le Flon            | Le Flon            | 1203                          | 9,57          | 126                           |
| Remaufens          | Remaufens          | 1285                          | 5,91          | 217                           |
| Saint-Martin       | Saint-Martin       | 1011                          | 9,78          | 103                           |
| Semsales           | Semsales           | 1575                          | 29,36         | 54                            |
| Celkem (9)         | Celkem (9)         | 21 189                        | 134,31        | 158                           |